# San Antonio de las Higueras
San Antonio de las Higueras är en ort i Mexiko.   Den ligger i kommunen San Buenaventura och delstaten Coahuila, i den centrala delen av landet, 900 km norr om huvudstaden Mexico City. San Antonio de las Higueras ligger 764 meter över havet och antalet invånare är 137.
Terrängen runt San Antonio de las Higueras är kuperad åt sydväst, men åt nordost är den platt. Terrängen runt San Antonio de las Higueras sluttar österut. Runt San Antonio de las Higueras är det mycket glesbefolkat, med 2 invånare per kvadratkilometer. San Antonio de las Higueras är det största samhället i trakten. Omgivningarna runt San Antonio de las Higueras är i huvudsak ett öppet busklandskap.